# Trốn khỏi vùng chiếm đóng Liên Xô và Đông Đức

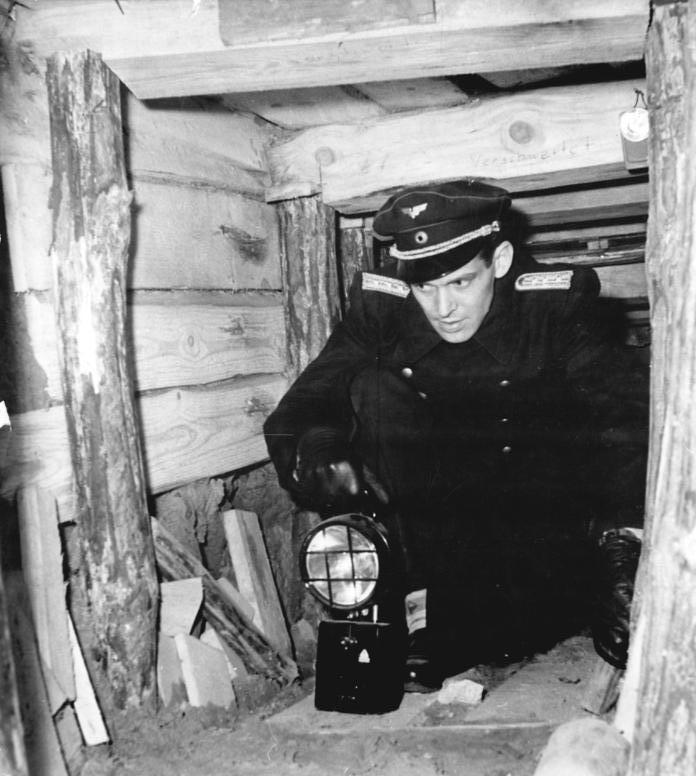
Đường hầm trốn chạy từ Đông sang Tây Berlin 1962 bị sụp và bị khám phá.

Trốn khỏi vùng chiếm đóng Liên Xô và Đông Đức  – tiếng Đức thông dụng thường gọi là „Republikflucht“  là việc bỏ đi khỏi nước Cộng hòa Dân chủ Đức (DDR) hay trước đó vùng Liên Xô chiếm đóng (SBZ), hay Đông Berlin không có giấy phép của nhà cầm quyền. Từ khi DDR được thành lập vào ngày 7 tháng 10 năm 1949 cho đến tháng 6 năm 1990 khoảng 3,8 triệu người đã rời khỏi nước này, trong số đó đa số là bất hợp pháp và đầy nguy hiểm. Khoảng 400.000 trong cùng khoảng thời gian đã trở lại Đông Đức. Trong số này có 480.000 người Đông Đức từ 1962 được cấp giấy phép đi ra khỏi nước.

## Nguyên nhân
Ngay từ trước khi Đức Quốc Xã sụp đổ thì đã có những lo ngại và dè dặt về Liên Xô khi mà cuộc Chiến tranh thế giới thứ 2 sắp tàn do thái độ không ưa chế độ Cộng sản của người Đức cho nên người Đức thích ngả về phía Mỹ, Anh và Pháp thay vì Liên Xô khi họ đầu hàng phe Đồng minh. Năm 1945 –  trước khi Chiến tranh Lạnh xảy ra và Đông ĐỨc được thành lập (1949) – cả hàng ngàn người đã bỏ lãnh thổ thuộc vùng chiếm đóng của Nga Xô (SBZ) sang Tây Berlin hay Tây Đức (vùng chiếm đóng của quân đội Mỹ, Anh, Pháp), mà không có khai báo hay xin giấy phép. Sau khi việc bỏ trốn được chính quyền Đông Đức nhận ra là một vấn đề, họ đã ra luật giao lại hộ chiếu khi sang Tây Đức hay Tây Berlin ngày 25 tháng 1 năm 1951: 
 Ai di dân sang Tây Đức hay Tây Berlin [...], phải khai báo cho cảnh sát nhân dân và giao hộ chiếu lại,  Ai không trả lại hộ chiếu, sẽ bị phạt tù 3 tháng. Hình phạt này đã tăng lên qua luật về hộ chiếu của DDR ngày 15 tháng 9 năm 1954: Ai không có giấy phép rời khỏi Đông Đức ra nước ngoài, sẽ bị tù cho đến 3 năm.
Việc trốn chạy vẫn còn là một vấn đề mặc dù đã có luật hù dọa vào ngày 11 tháng 12 năm 1957: Dụ dỗ rời khỏi Đông Đức sẽ bị phạt tù. Sau cùng, năm 1968 theo luật hình sự, ai vượt biên giới không hợp pháp, có thể bị tù tới 5 năm. 
Mặc dù Đông Đức đã gia nhập Công ước Quốc tế về các Quyền Dân sự và Chính trị, mà bảo vệ quyền tự do đi lại của công dân một nước và đã ký hiệp ước Helsinki, trong đó cũng công nhận quyền tự do đi lại của công dân cũng như hỗ trợ tạo điều kiện cho việc du lịch được dễ dàng, chính quyền DDR thường gây khó khăn cho quyền đi lại của người dân, cũng như việc rời khỏi lãnh thổ, ngoại trừ đi tới các nước Đông Âu.
Một phần của Hiệp ước Helsinki cũng là Tuyên ngôn Quốc tế Nhân quyền chẳng hạn: „ Mỗi người có quyền, rời khỏi mỗi nước, kể cả nước mình, cũng như trở về quê hương.“

### Tự do đi lại bị hạn chế ở Đông Đức

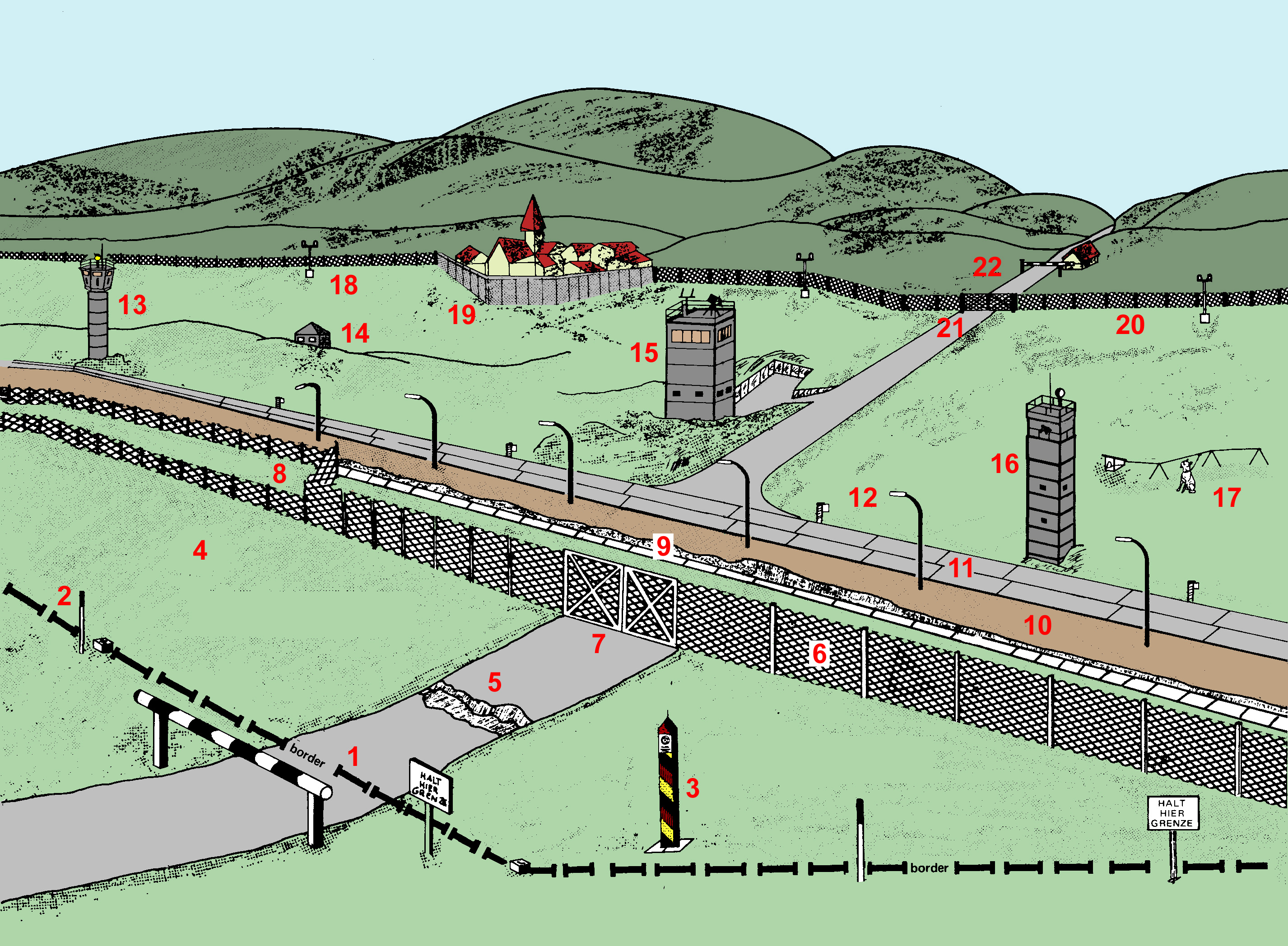
Sơ đồ công sự biên giới

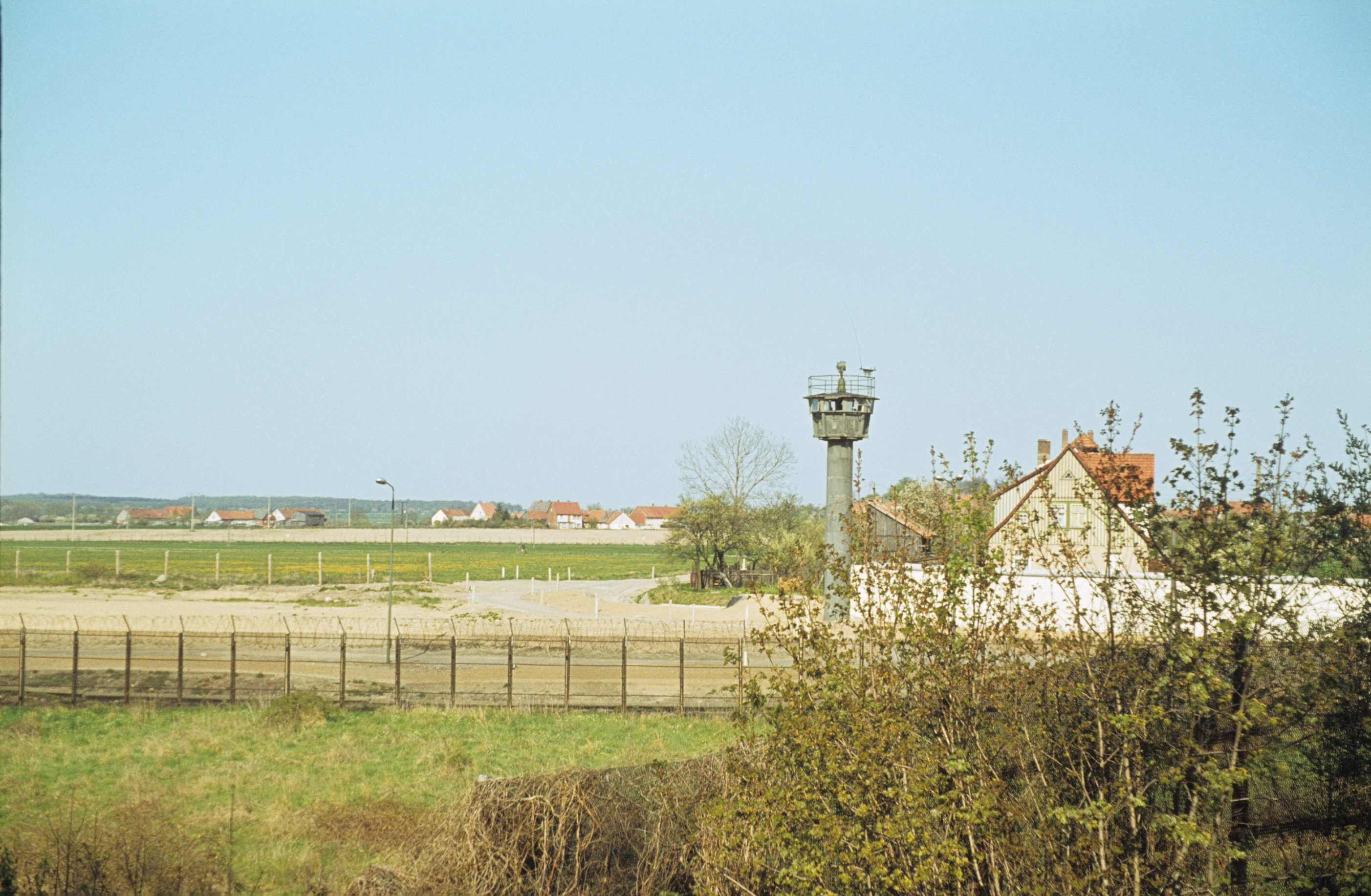
Biên giới giữa hai nước Đức vào cuối những năm 70 ở khu vực phía bắc Harz

Tự do đi lại cho công dân Đông Đức rất bị hạn chế. Đi ra nước ngoài không cần hộ chiếu và chiếu khán từ năm 1971 chỉ được sang Tiệp Khắc và có lúc (tới 1980) sang Cộng hòa Nhân dân Ba Lan, đi chuyện riêng và nghỉ hè với chiếu khán chỉ được ở một vài nước. (Theo „ Luật về du lịch cho công dân Cộng hòa Dân chủ Đức ra nước ngoài“ vào tháng 11 năm 1988 chỉ được đi tới: Cộng hòa Nhân dân Bulgaria, Cộng hòa Dân chủ Nhân dân Triều Tiên, Cộng hòa Nhân dân Mông Cổ, Cộng hòa Nhân dân Ba Lan, Cộng hòa Xã hội chủ nghĩa Romania, Cộng hòa Xã hội chủ nghĩa Tiệp Khắc, Liên bang Xã hội chủ nghĩa Cộng hòa Xô Viết và Cộng hòa Nhân dân Hungary, đều là những nước Xã hội Chủ nghĩa.
Đi sang các nước không phải là xã hội chủ nghĩa rất bị giới hạn, hầu như không thể được cho người dân thường. Đơn di dân sang Tây Đức, nếu được chấp thuận, kéo dài nhiều năm, người làm đơn (và thường cả thân nhân) bị nhiều thiệt hại – thí dụ trong nghề nghiệp – và bị Stasi (Bộ An ninh Quốc gia) gây nhiều phiền toái, thí dụ như buộc dọn nhà, theo dõi bằng cách nghe lén và gọi điện thoại hăm dọa. Hàng chục ngàn người làm đơn đã bị bỏ tù.
Đi việc tư sang phương Tây vì các biến cố lớn trong gia đình như (sinh nhật lục tuần, kỷ niệm ngày cưới 25 hoặc 50 năm, đám ma...) từ thập niên 70 chỉ cho một người riêng lẻ, không còn cho cả gia đình. Giấy cho phép cũng còn lệ thuộc vào việc khám xét quan điểm chính trị. Giấp cho phép ra nước ngoài có thể bị từ chối mà không cần nêu lý do. Ai bị cho là biết các bí mật quốc gia thường không được phép ra nước ngoài.
Tuy nhiên, công dân về hưu thường không gặp khó khăn xin phép đi ra ngoài lâu dài hay ngắn hạn.
Cho một số ít thanh thiếu niên, được chọn lựa theo một tiêu chuẩn nghiêm ngặt, mà được xem là đáng tin tưởng về chính trị, được cho phép đi theo những nhóm có tổ chức sang phương Tây.
Các nhà khoa học, tài xế vận tải, phi công, nhân viên hàng hải, tàu hỏa, ký giả, công nhân xây cất, nghệ sĩ và các vận động viên sang phương Tây cũng phải được Stasi xem xét an ninh về tin tưởng chính trị trước khi cấp giấy phép.
Chỉ tới mùa hè 1990 trước khi nước Đức thống nhất, ra khỏi Đông Đức không có giấy phép mới hợp pháp khi 2 nước Đức ký kết những thỏa thuận về tiền tệ, kinh tế và xã hội vào ngày 18 tháng 5 năm 1990, có giá trị từ mùng 1 tháng 7.

### Lý do bỏ trốn
Nguyên nhân việc bỏ đi khỏi vùng chiếm đóng Liên Xô và Đông Đức thì đa dạng. Trước khi bức tường được xây, 56 % bỏ đi nói vì lý do chính trị, trong đó 29 % „từ chối hoạt động chính trị“ hay „không chịu làm chỉ điểm“ cũng như „khó thỏa hiệp với lương tâm và sự giới hạn về những quyền căn bản“. Ngoài ra 15 % vì lý do cá nhân hay gia đình, 13 % vì lý do kinh tế, thường là vì „bị bắt buộc làm việc tập thể hóa“ và „Quốc hữu hóa“, 10 % muốn có lương lậu và chỗ ở khá hơn. Các động cơ bỏ đi thường tương tự cho tới những năm cuối cùng của chế độ Đông Đức. Việc bỏ đi khỏi Đông Đức cho tới 1961 khá là dễ thở vì thiếu kiểm soát biên giới giữa Đông và Tây Berlin thường không nguy hiểm, và họ cũng không phải đi tới một nước xa lạ, họ chỉ đi đến một nước Đức mới mà thôi. Cả người dân Đông Đức cũng như ở Tây Đức về pháp lý cũng được xem là người cùng một nước. Mặc dù ban đầu không hoan nghênh lắm sau này Tây Đức sẵn sàng tiếp đón và giúp đỡ cho họ.